# 安曇江荘
安曇江荘（あずみえのしょう）は平安時代に摂津国西生郡（後の西成郡、現在の大阪府大阪市北区野崎町付近）にあった東大寺領の荘園。

## 概要
奈良時代の天平勝宝4年（752年）に東大寺が安宿王から購入した3町6段余りの土地および付属の倉庫（甲倉）に由来するとされる。その後、一部を新薬師寺や勅旨省に転売したり、西隣の新羅江荘（住吉郡）との土地の相博（交換）が行われたりしてその範囲はたびたび変動した。
安曇江荘は新羅江荘とともに東大寺から難波津に派遣された難波使が交易を行った際の宿舎や各地の荘園・封戸より送られた進上物を収納する倉庫が設置され、交易や進上によって集積された物資を必要に応じて東大寺に送ったとみられている。
だが、倉庫としての用途が主で積極的な土地経営が行われず、天暦4年（950年）に作成した「封戸荘園并寺用帳」には安曇江荘・新羅江荘合わせて1町5段余となっている。大治3年（1128年）の目録には新羅江荘のみ載せられて安曇江荘の存在は確認できず、平安時代末期には新羅江荘も衰退した。